# Karl Ilgner

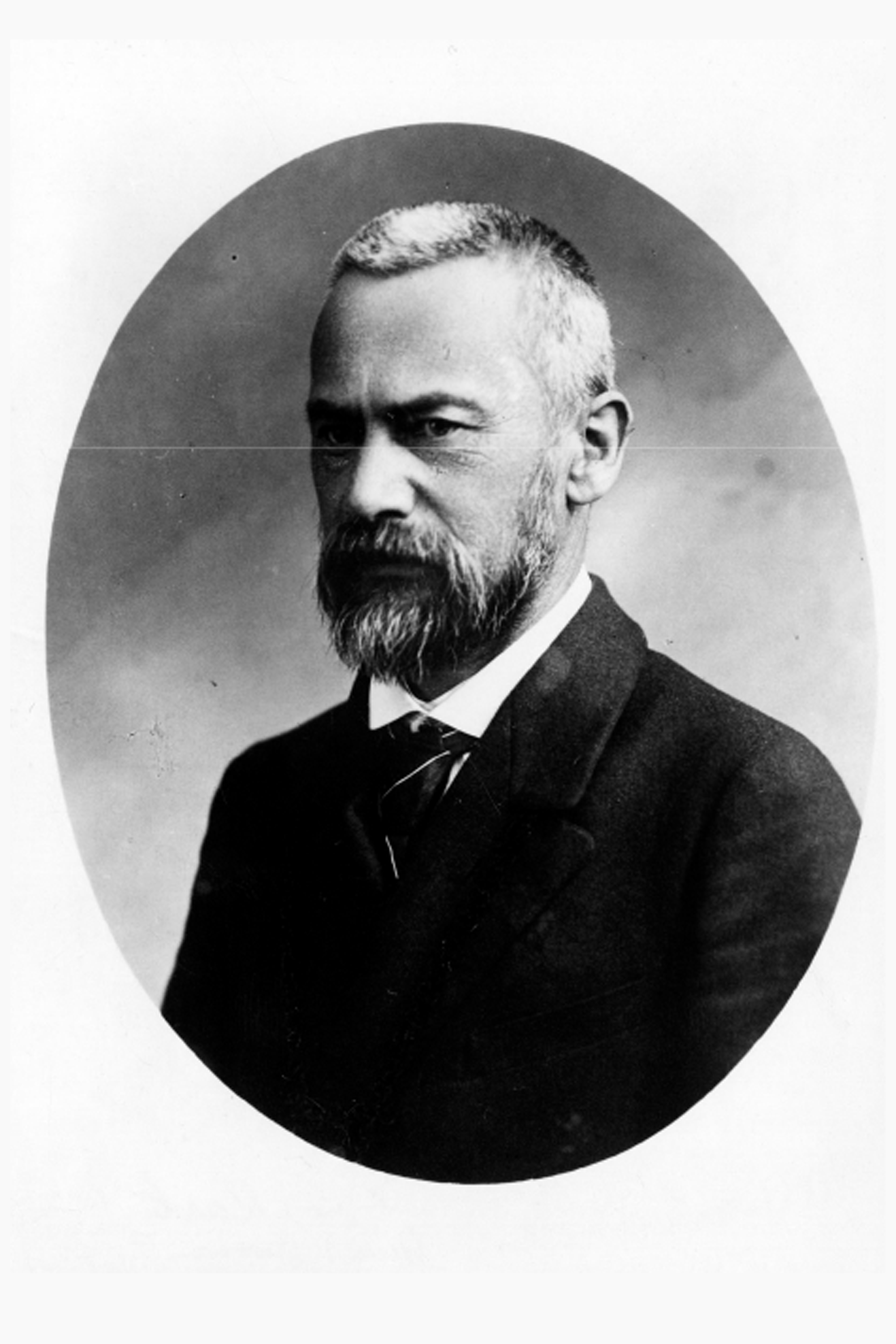
Karl Ilgner, 1904

Karl Ilgner (* 27. Juli 1862 in Neiße, Provinz Schlesien; † 18. Januar 1921 in Berthelsdorf im Riesengebirge) war ein deutscher Elektroingenieur.

## Leben
Von 1883 bis 1886 studierte er Maschinenbau an der Technischen Hochschule (Berlin-)Charlottenburg und arbeitete dann bei der AEG.
1892 wurde er im Maschinenbau-Unternehmen Gebr. Körting in Hannover Leiter der Abteilung elektrische Kraftübertragung, wo er langsamlaufende Gleichstrommaschinen zur unmittelbaren Kopplung mit Gasmaschinen entwickelte. Ab 1895 war er bei der Elektrizitäts-AG vormals W. Lahmeyer & Co. Leiter des Schlesien-Büros in Beuthen und ab 1897 in Breslau.

Ilgner-Umformer im Blockwalzwerk des Hörder Bergwerks- und Hütten-Vereins um 1910

Für die hohen Anlaufströme der Fördermaschinen in Bergwerken und der Antriebsmaschinen von Walzwerken gab es keine geeignete Lösung. Auf der Weltausstellung 1900 in Paris inspirierte ihn der Trottoir Roulant, dessen Geschwindigkeit von einem Leonardsatz geregelt wurde. Ilgner verband den Leonard-Umformer mit einem Schwungrad und ließ 1901 seinen Ilgner-Umformer patentieren (DRP 138.387 und 1903 DRP 138.440).
Er arbeitete danach kurz bei der Deutschen Westinghouse, wechselte dann zur Donnersmarckhütte in Hindenburg als Entwicklungsleiter für Fördermaschinen und Walzenstraßen. Ab 1904 arbeitete er für die Siemens-Schuckertwerke in Wien, wo er sich 1907 als beratender Ingenieur selbständig machte. 1912 übersiedelte er nach Breslau und erhielt im selben Jahr (nach anderen Angaben 1909) an der dortigen Technischen Hochschule die Ehrendoktorwürde. Zum Ende des Ersten Weltkriegs arbeitete er für die Reichsentschädigungskommission, bis er sich aus gesundheitlichen Gründen zur Ruhe setzte.
Karl Ilgner war Stadtverordneter der Stadt Breslau und Mitglied der städtischen Betriebsdeputation. Bis zu seinem Tode war er Gründungs- und Ehrenmitglied der Turnerschaft Guestphalia Breslau.